# Ільківка
Ількі́вка — село в Україні, в Агрономічній сільській громаді Вінницького району Вінницької області.

## Археологічні пам'ятки
У селі виявлено поселення трипільської культури. Пам'ятка розташована поблизу села.

## Історія
Під час другого голодомору у 1932–1933 роках, проведеного радянською владою, загинуло 64 особи.

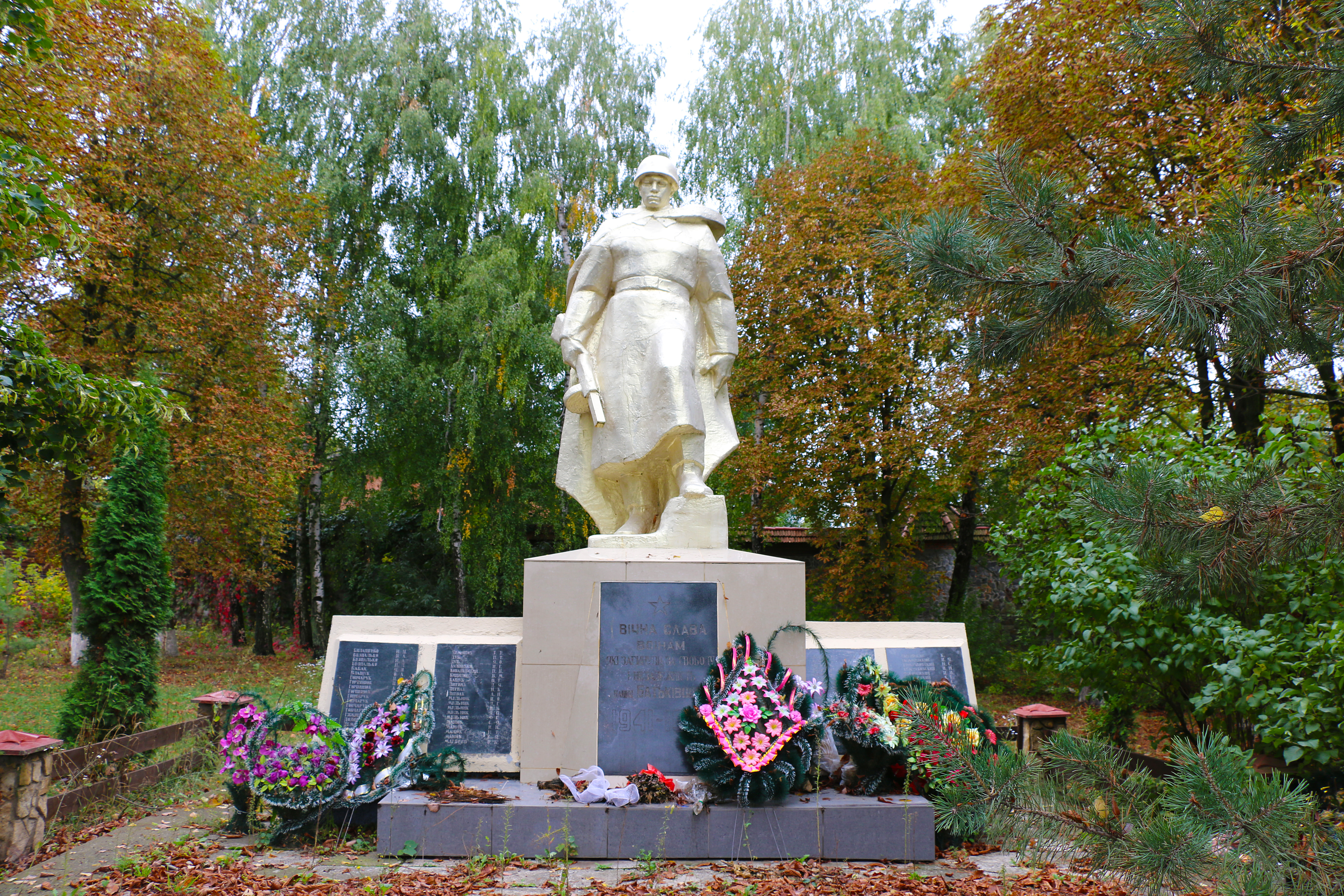
Пам'ятник воїнам-односельчанам

## Природно-заповідний фонд
На території села у руслі р. Рівець знаходиться об'єкт природно-заповідного фонду — гідрологічний заказник місцевого значення Ільківський Став
Через населений пункт проходить маршрут «Camino Podolico» — це подільський шлях святого Якова, який поєднує міста: Вінниця, Бар та Кам'янець-Подільський.